# Кайберда
Кайберда — река в России, протекает через Альшеевский и Белебеевский районы Башкортостана. Устье реки находится в 38 км по правому берегу реки Курсак. Длина реки составляет 16 км.
В верховье — летник.
Населённые пункты возле реки: Зарагат, Просвет, Ивановка.

## Данные водного реестра
По данным государственного водного реестра России относится к Камскому бассейновому округу, водохозяйственный участок реки — Дёма от истока до водомерного поста у деревни Бочкарёва, речной подбассейн реки — Белая. Речной бассейн реки — Кама.
Код объекта в государственном водном реестре — 10010201312111100024809.

## Топографические карты
- Лист карты N-40-61 Белебей. Масштаб: 1 : 100 000. Состояние местности на 1983 год. Издание 1987 г. — исток
- Лист карты N-40-62 Раевский. Масштаб: 1 : 100 000. Состояние местности на 1983 год. Издание 1987 г. — устье